# Crash-Nunatak
Der Crash-Nunatak ist ein 1570 m hoher, isolierter Nunatak im ostantarktischen Viktorialand. In den Prince Albert Mountains ragt er zwischen dem Beta Peak und Mount Bowen auf.
Die Südgruppe einer von 1962 bis 1963 dauernden Kampagne im Rahmen der New Zealand Geological Survey Antarctic Expedition benannte ihn so, da unweit von ihm am 25. November 1962 eine Douglas C-47 Skytrain R4D der United States Navy abgestürzt war.